# Liste over altingsmedlemmer
Dette er en liste over de 63 nuværende medlemmer af Islands parlament Altinget i valgperioden 2013 til 2017, samt deres nuværende formænd.

## Valgresultater
| Nationalt parti            | Formand                | Mandater | ± 2009 |
| -------------------------- | ---------------------- | -------- | ------ |
| Selvstændighedspartiet     | Bjarni Benediktsson    | 19 / 63  | 3      |
| Fremskridtspartiet         | Sigmundur Gunnlaugsson | 19 / 63  | 10     |
| Alliancen                  | Árni Árnason           | 9 / 63   | 11     |
| Venstrepartiet – De Grønne | Katrín Jakobsdóttir    | 7 / 63   | 7      |
| Lys Fremtid                | Óttarr Proppé          | 6 / 63   | ny     |
| Piratpartiet               | Kollektiv ledelse      | 3 / 63   | ny     |

## Liste over valgte altingsmedlemmer
| Reykjavík Nord valgkreds | Reykjavík Syd valgkreds | Sydvestre valgkreds | Nordvestre valgkreds | Nordøstre valgkreds | Søndre valgkreds |
| --- | --- | --- | --- | --- | --- |
| 1. Illugi Gunnarsson (D) 2. Frosti Sigurjónsson (B) 3. Katrín Jakobsdóttir (V) 4. Össur Skarphéðinsson (S) 5. Brynjar Þór Níelsson (D) 6. Björt Ólafsdóttir (A) 7. Sigrún Magnúsdóttir (B) 8. Árni Þór Sigurðsson (V) 9. Birgir Ármannsson (D) T1. Helgi Hrafn Gunnarsson (Þ) T7. Valgerður Bjarnadóttir (S) | 1. Hanna B. Kristjánsdóttir (D) 2. Vigdís Hauksdóttir (B) 3. Sigríður I. Ingadóttir (S) 4. Pétur H. Blöndal (D) 5. Svandís Svavarsdóttir (V) 6. Róbert Marshall (A) 7. Guðlaugur Þór Þórðarson (D) 8. Karl Garðarsson (B) 9. Helgi Hjörvar (S) T2. Jón Þór Ólafsson (Þ) T5. Óttarr Proppé (A) | 1. Bjarni Benediktsson (D) 2. Eygló Harðardóttir (B) 3. Ragnheiður Ríkharðsdóttir (D) 4. Árni Páll Árnason (S) 5. Willum Þór Þórsson (B) 6. Jón Gunnarsson (D) 7. Guðmundur Steingrímsson (A) 8. Ögmundur Jónasson (V) 9. Vilhjálmur Bjarnason (D) 10.Þorsteinn Sæmundsson (B) 11.Katrín Júlíusdóttir (S) T4. Birgitta Jónsdóttir (Þ) T8. Elín Hirst (D) | 1. Gunnar Bragi Sveinsson (B) 2. Einar K. Guðfinnsson (D) 3. Ásmundur Einar Daðason (B) 4. Haraldur Benediktsson (D) 5. Guðbjartur Hannesson (S) 6. Elsa Lára Arnardóttir (B) 7. Jóhanna M. Sigmundsdóttir (B) T6. Lilja R. Magnúsdóttir (V) | 1. Sigmundur D. Gunnlaugsson (B) 2. Kristján Þór Júlíusson (D) 3. Höskuldur Þór Þórhallsson (B) 4. Steingrímur J. Sigfússon (V) 5. Líneik Anna Sævarsdóttir (B) 6. Valgerður Gunnarsdóttir (D) 7. Kristján L. Möller (S) 8. Þórunn Egilsdóttir (B) 9. Bjarkey Gunnarsdóttir (V) T3. Brynhildur Pétursdóttir (A) | 1. Sigurður I. Jóhannsson (B) 2. Ragnheiður E. Árnadóttir (D) 3. Silja Dögg Gunnarsdóttir (B) 4. Unnur Brá Konráðsdóttir (D) 5. Páll Jóhann Pálsson (B) 6. Oddný G. Harðardóttir (S) 7. Ásmundur Friðriksson (D) 8. Haraldur Einarsson (B) 9. Vilhjálmur Árnason (D) T9. Páll Valur Björnsson (A) |
| Forklaring: D = Selvstændighedspartiet; B = Fremskridtspartiet; S = Alliancen; V = Venstrepartiet – De Grønne; A = Lys Fremtid; Þ = Piratpartiet; T1-T9 = Tillægsmandat nr.1-9. Kilde: Morgunblaðið and Landskjörstjórn                                                                                      | | | | | |

1. ↑  Kosningar, mbl.is, 28. april 2013, hentet 28. april 2013. (islandsk)
2. ↑  "The calculation of the allocation of parliamentary seats according to results of elections to Parliament 27th April 2013" (PDF). Landskjörstjórn. (engelsk)